# Borj-e Yūsefī
Borj-e Yūsefī (persiska: برج یوسفی) är en ort i Iran.   Den ligger i provinsen Khuzestan, i den centrala delen av landet, 600 km söder om huvudstaden Teheran. Borj-e Yūsefī ligger 150 meter över havet och antalet invånare är 137.
Terrängen runt Borj-e Yūsefī är platt åt sydväst, men åt nordost är den kuperad.Runt Borj-e Yūsefī är det ganska tätbefolkat, med 62 invånare per kvadratkilometer. Närmaste större samhälle är Tall Gavīneh, 7,7 km väster om Borj-e Yūsefī. Trakten runt Borj-e Yūsefī är ofruktbar med lite eller ingen växtlighet.